# Alejandro Campano
Alejandro Campano Hernando (Siviglia, 29 dicembre 1978) è un ex calciatore spagnolo, di ruolo centrocampista.